# Бајерштет
Бајерштет (њем. Beierstedt) општина је у њемачкој савезној држави Доња Саксонија. Једно је од 26 општинских средишта округа Хелмштет. Према процјени из 2010. у општини је живјело 439 становника. Посједује регионалну шифру (AGS) 3154002.

## Географски и демографски подаци
Бајерштет се налази у савезној држави Доња Саксонија у округу Хелмштет. Општина се налази на надморској висини од 133 метра. Површина општине износи 9,6 km². У самом мјесту је, према процјени из 2010. године, живјело 439 становника. Просјечна густина становништва износи 46 становника/km².